# Bartonia
Bartonia ist eine Pflanzengattung in der Familie der Enziangewächse (Gentianaceae). Die nur drei Arten sind in Nordamerika heimisch.

## Beschreibung

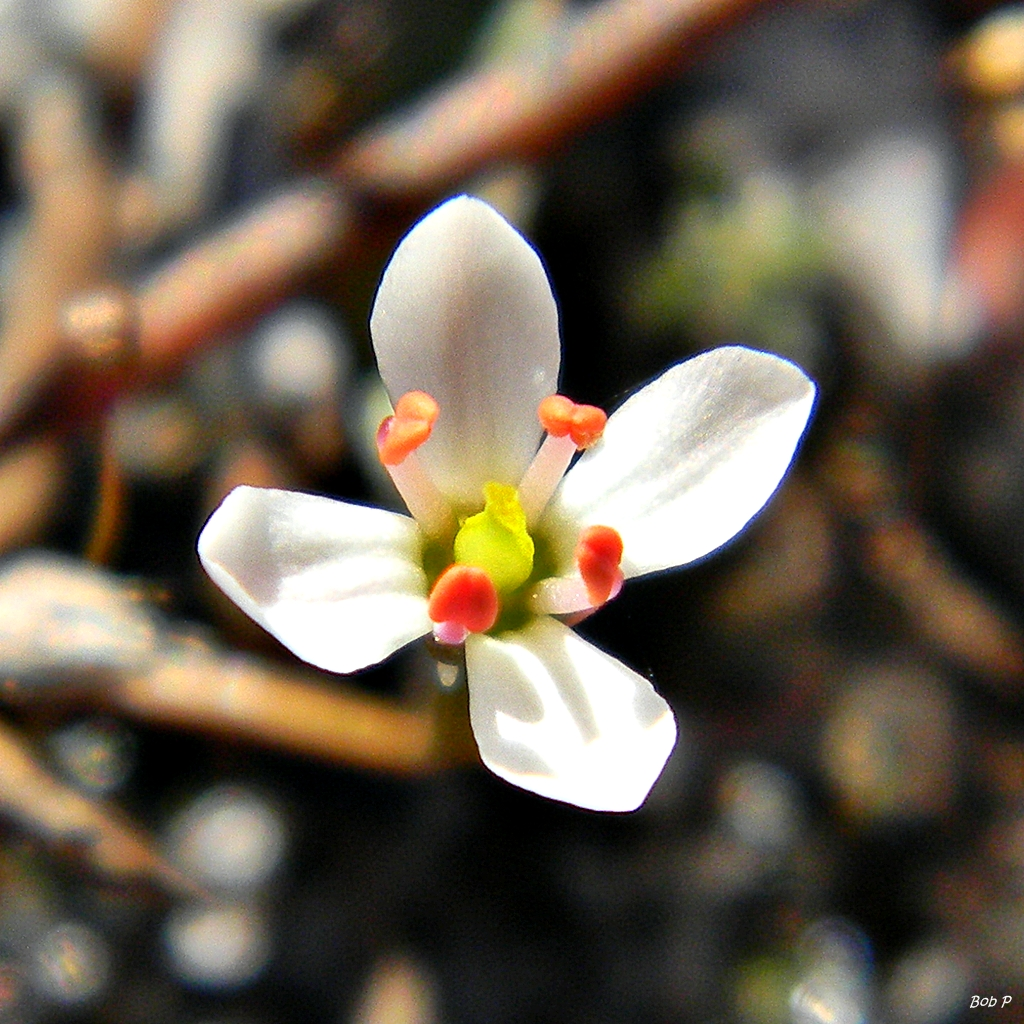
Blüte von Bartonia verna

Die Arten Bartonia-Arten wachsen als ein- bis zweijährige krautige Pflanzen. Die Laubblätter sind zu paarig angeordneten, kleinen, eng anliegenden Schuppen reduziert.
Die radiärsymmetrischen Blüten sind vierzählig. Es sind vier grüne Kelchblätter und vier Kronblätter vorhanden. Es wird eine kleine, einkammerige Kapselfrucht gebildet.

## Verbreitung
Die Bartonia-Arten sind im östlichen bis südlichen Nordamerika heimisch. Während sich das Verbreitungsgebiet der beiden Arten Bartonia paniculata und Bartonia virginica über weite Teile des östlichen Nordamerikas erstreckt, sind innerhalb der USA die Vorkommen von Bartonia verna auf die östlichen Südstaaten und die von Bartonia paniculata subsp. texana sogar auf Texas beschränkt.

## Systematik
Die Gattung Bartonia wurde 1801 vom amerikanischen Botaniker Gotthilf Henry Ernest Muhlenberg in Carl Ludwig Willdenow: Der Gesellschaft Naturforschender Freunde zu Berlin, neue Schriften, 3, S. 444–445 aufgestellt. Der botanische Gattungsname Bartonia ehrt den amerikanischen Botaniker Benjamin Smith Barton (1766–1815).
In der Gattung Bartonia Muhl. ex Willd. nom. cons. gibt es drei Arten, von denen eine drei Unterarten aufweist:
- Bartonia paniculata (Michx.) Muhl., Syn.: Centaurella paniculata Michx.: Sie kommt in den zentralen und den östlichen Vereinigten Staaten vor.[2] Es gibt drei Unterarten:
  - Bartonia paniculata (Michx.) Muhl. subsp. paniculata
  - Bartonia paniculata subsp. iodandra (B.L.Robins.) J.Gillett: Sie kommt vom südöstlichen Kanada bis Virginia vor.[2]
  - Bartonia paniculata subsp. texana (Correll) K.G.Mathews, Dunne, E.York & Struwe, Syn.: Bartonia texana Correll: Sie kommt vom östlichen Texas bis zum nordöstlichen Louisiana vor.[2]
- Bartonia verna (Michx.) Raf. ex Barton: Sie kommt von den südöstlichen Vereinigten Staaten bis ins östliche Texas vor.[2]
- Bartonia virginica (L.) Britton, Sterns & Poggenb.: Sie kommt vom südöstlichen Kanada bis zu den nördlich-zentralen und den östlichen Vereinigten Staaten vor.[2]

Der Gattungsname Bartonia wurde 1812 durch die Beschreibung von Bartonia Pursh ex Sims in Bot. Mag., 36, 1812, t. 1487 des deutsch-kanadischen Botanikers Frederick Traugott Pursh für eine Gattung aus der Familie der Blumennesselgewächse (Loasaceae) nochmals vergeben. Da diese Beschreibung später veröffentlicht wurde, stellt sie gemäß dem ICBN (Vienna Code, Artikel 53) ein jüngeres Homonym dar, das nicht verwendet werden darf (Nomen illegitimum). Die unter diese Beschreibung fallenden Pflanzenarten werden in die Gattung Mentzelia gestellt.